# Helena Fibingerová
Helena Fibingerová (Víceměřice, 13 luglio 1949) è un'ex pesista cecoslovacca.

## Primati
Riuscì a superare il record mondiale di lancio più volte:
- m. 21,57 nel 1974
- m. 21,99 nel 1977
- m. 22,32 il 21 agosto 1977,

conservando il record mondiale all'aperto fino al 1980, quando fu battuto di 4 centimetri da Ilona Slupianek.
Il 19 febbraio 1977 a Jablonec realizzò al coperto la misura di 22,50 m, tuttora record mondiale indoor (si tratta del record del mondo attualmente più duraturo fra quelli riconosciuti dalla IAAF.)

## Palmarès
| Anno | Manifestazione | Sede          | Evento         | Risultato | Misura  | Note                  |
| ---- | -------------- | ------------- | -------------- | --------- | ------- | --------------------- |
| 1972 | Olimpiadi      | Monaco        | Getto del peso | 7ª        | 18,81 m |                       |
| 1973 | Europei indoor | Rotterdam     | Getto del peso | Oro       | 19,08 m |                       |
| 1974 | Europei indoor | Göteborg      | Getto del peso | Oro       | 20,75 m | Record dei campionati |
| 1974 | Europei        | Roma          | Getto del peso | Bronzo    | 20,33 m |                       |
| 1975 | Europei indoor | Katowice      | Getto del peso | Argento   | 20,06 m |                       |
| 1976 | Olimpiadi      | Montréal      | Getto del peso | Bronzo    | 20,67 m |                       |
| 1977 | Europei indoor | San Sebastián | Getto del peso | Oro       | 21,46 m | Record dei campionati |
| 1978 | Europei indoor | Milano        | Getto del peso | Oro       | 20,67 m |                       |
| 1978 | Europei        | Praga         | Getto del peso | Argento   | 20,86 m |                       |
| 1980 | Europei indoor | Sindelfingen  | Getto del peso | Oro       | 19,92 m |                       |
| 1981 | Europei indoor | Grenoble      | Getto del peso | Argento   | 20,64 m |                       |
| 1982 | Europei indoor | Milano        | Getto del peso | Argento   | 19,24 m |                       |
| 1982 | Europei        | Atene         | Getto del peso | Argento   | 20,94 m |                       |
| 1983 | Europei indoor | Budapest      | Getto del peso | Oro       | 20,61 m |                       |
| 1983 | Mondiali       | Helsinki      | Getto del peso | Oro       | 21,05 m | Record dei campionati |
| 1984 | Europei indoor | Budapest      | Getto del peso | Oro       | 20,34 m |                       |
| 1985 | Europei indoor | Il Pireo      | Getto del peso | Oro       | 20,84 m |                       |
| 1986 | Europei        | Stoccarda     | Getto del peso | 10ª       | 18,48 m |                       |
| 1987 | Mondiali       | Roma          | Getto del peso | 8ª        | 20,29 m |                       |